# Arthur von Raimann
Arthur von Raimann (24. září 1849 Baden – 16. září 1917 Missingdorf) byl rakousko-uherský admirál. U c. k. námořnictva sloužil od roku 1870, absolvoval několik zaoceánských cest a vystřídal službu na různých lodích. V závěru kariéry zastával vysoké funkce v námořní administraci. V roce 1905 byl penzionován v hodnosti kontradmirála a od té doby žil v soukromí ve Vídni.

## Životopis

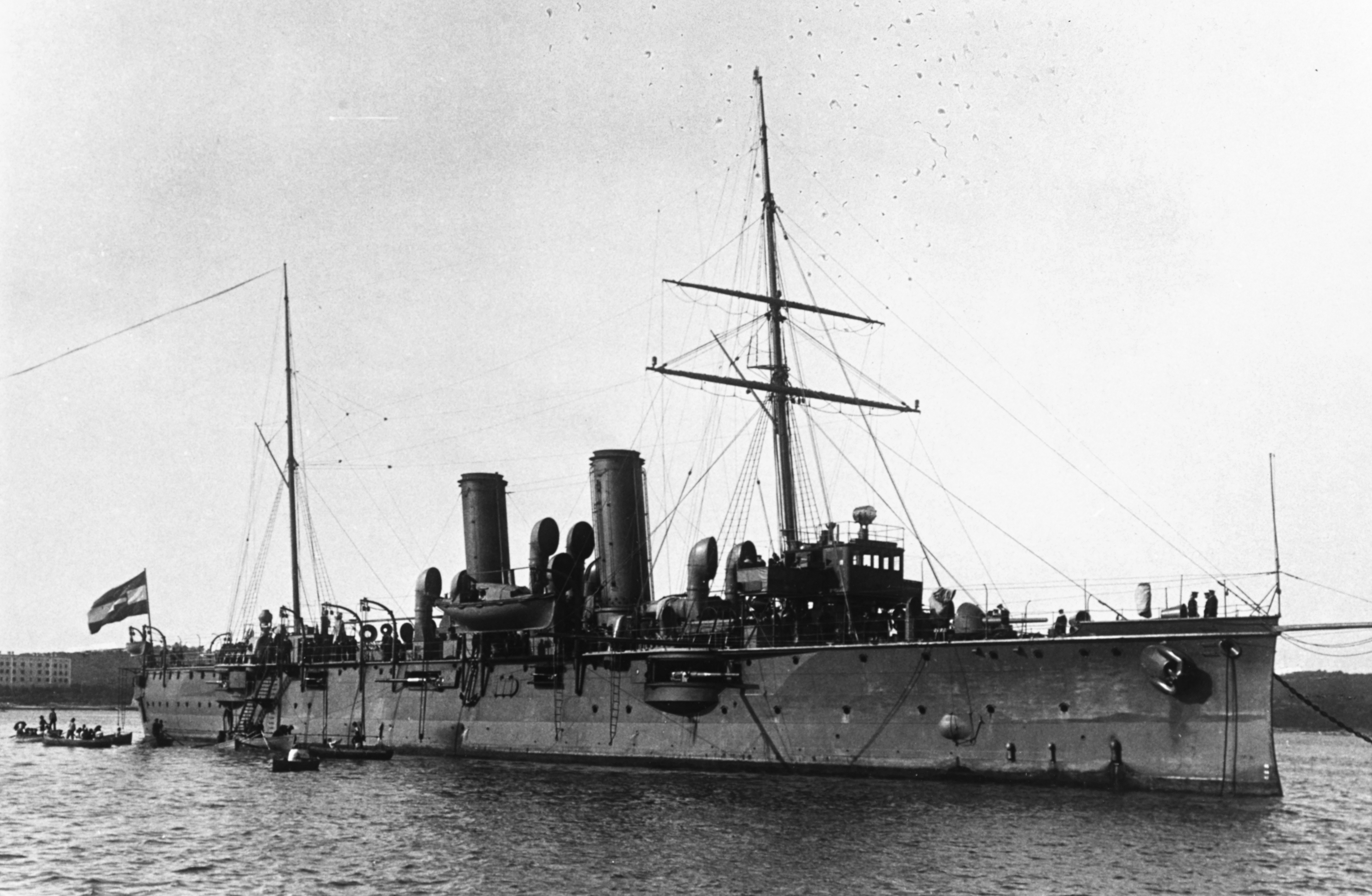
SMS Zenta, vlajková loď Arthura Raimanna v roce 1899

Byl synem Josefa von Raimanna, po otci vnukem profesora Vídeňské univerzity a ředitele Všeobecné nemocnice Johanna Nepomuka Raimanna (1780–1847). Po matce Katherine, rozené von Latour-Thumburg (1829–1896), byl synovcem generála Josefa Latour-Thumburga (1820–1903), vychovatele korunního prince Rudolfa. Arthur po absolvování gymnázia studoval v letech 1866–1870 na C. k. námořní akademii v Rijece. K námořnictvu vstoupil jako kadet v roce 1870 a v letech 1870–1871 absolvoval cestu do Karibiku a severní Ameriky palubě fregaty SMS Novara. Poté vystřídal službu na různých lodích, působil také u námořního arzenálu v Pule a v roce 1873 získal hodnost praporčíka. Sloužil také u jednotek námořní pěchoty v Pule, později byl navigačním důstojníkem na fregatě SMS Fasana (1879–1880) a obrněné lodi SMS Tegetthoff (1883–1884).
Postupoval v hodnostech (poručík II. třídy 1881, poručík I. třídy 1884) a v letech 1884–1888 byl přidělen k prezidiální kanceláři námořní sekce na ministerstvu války ve Vídni. Po roce 1888 sloužil u námořní základny v Pule, v letech 1891–1892 byl prvním důstojníkem na fregatě SMS Radetzky a k datu 1. listopadu 1893 byl povýšen na korvetního kapitána. Znovu velel jednotkám námořní pěchoty, v letech 1894–1895 byl štábním důstojníkem u Námořního technického výboru a následně velitelem dělového člunu SMS Hum (1895–1896).
V hodnosti fregatního kapitána (1. května 1897) byl ředitelem výzbroje u námořního arzenálu v Pule (1897–1899) a poté vystřídal velení na různých válečných lodích (křižník SMS Zenta 1899, křižník SMS Tiger 1900). K datu 1. listopadu 1900 byl povýšen do hodnosti kapitána řadové lodi a stal se zástupcem velitele arzenálu v Pule (1900–1901). Nakonec zastával funkci ředitele námořní zpravodajské služby v Terstu (1902–1905). Ke dni 1. května 1905 byl penzionován a při té příležitosti obdržel hodnost kontradmirála.
Po odchodu do výslužby se trvale usadil ve Vídni, zemřel v Missingdorfu v Dolním Rakousku v roce 1917 ve věku nedožitých 68 let.

## Tituly a ocenění
Užíval šlechtický titul rytíře, který rodina získala v roce 1840 (Ritter von Raimann). Během služby u námořnictva získal několik vyznamenání v Rakousku-Uhersku i v zahraničí.

### Rakousko-Uhersko
- Válečná medaile (1879)
- Vojenský záslužný kříž (1888)
- Služební odznak pro důstojníky III. třídy (1895)
- Jubilejní pamětní medaile (1898)
- Řád železné koruny III. třídy (1905)
- Vojenský jubilejní kříž (1908)

### Zahraničí
- Řád sv. Stanislava II. třídy (1900, Rusko)
- Danebrožský řád III. třídy (1900, Dánsko)